# Jean-Nicolas Rossignon
Jean-Nicolas Rossignon, né en 1774, et décédé en 1847, est un notaire, bourgmestre d'Arlon, en Belgique.
Il fut également gouverneur de la province de Luxembourg par intérim lors de l'arrestation de Jean-Baptiste Thorn. 

## Biographie

### Carrière politique

#### Bourgmestre d'Arlon
En 1828 Jean-Nicolas Rossignon succède à Antoine Résibois à la fonction de bourgmestre d'Arlon lorsque la ville dépend encore du grand-duché de Luxemborug. Au moment de l'indépendance de la Belgique en 1830, il fait partie de la députation des états provinciaux du Luxembourg, et il est reconduit dans ses fonctions de bourgmestre.  
Durant son maïorat, le bourgmestre Rossignon voit sa ville accueillir le siège provisoire de la province de Luxembourg depuis l'annexion du Grand-duché de Luxembourg par la Belgique. Dès lors, Arlon, va se développer très rapidement par l'afflux rapide de nombreux fonctionnaires venus pour officier dans les institutions provinciales.    
Jean-Nicolas Rossignon n'a eu de cesse, durant tout son maïorat, de défendre le choix d'Arlon pour établir définitivement le siège de l'administration provinciale du Luxembourg, face aux ambitions d'autres localités luxembourgeoises telles que Neufchâteau ou Saint-Hubert. Toutefois, les moyens de la petite bourgade sont limités, et le bourgmestre Rossignon doit trouver des nouvelles ressources. En 1836, il vote de nouvelles taxes communales, qui sont finalement remplacées par un impôt sur le revenu. Une commission est nommée pour évaluer la fortune des habitants et dresser un tableau des impositions. Ces mesures sont très impopulaires, au point qu'une émeute éclate le 15 août 1837. Les vitres des habitations des bourgmestre et échevins sont fracturées, et les gendarmes doivent charger la foule. Le bourgmestre finit par faire voter l'abolition des mesures controversées, puis démissionne avec certains de ses conseillers. 

#### Gouverneur par intérim
Durant cette période trouble post-révolutionnaire, la province de Luxembourg compte deux gouverneurs. L'un est acquis à la cause de la Belgique, et installé par le gouvernement belge : Jean-Baptiste Thorn. L'autre est demeuré fidèle au grand-duc de Luxembourg, Guillaume Ier, qui est également le roi des Pays-Bas, et tient toujours la forteresse de Luxembourg : Jean-Georges Willmar. Si ce dernier meurt en 1831, les prétentions du roi des Pays-Bas sur l'ensemble du Luxembourg restent vives, et il subsiste toujours un parti orangiste qui lui est dévoué. Or, le 17 avril 1832, le gouverneur Thorn fut capturé par des orangistes et emprisonné à Luxembourg comme criminel. Dès ce moment, Jean-Nicolas Rossignon assuma la fonction de gouverneur ad interim de la province de Luxembourg, jusqu'à ce que le gouverneur légitime Thorn soit libéré, à la faveur de tractations au plus haut niveau. Au moment de lui décerner le titre de chevalier de l'ordre de Léopold, le nouveau roi des Belges, Léopold Ier, remercie Jean-Nicolas Rossignon d'avoir assuré l'interim de la fonction de gouverneur.

## Postérité
Les archives du notaire Jean-Nicolas Rossignon sont conservées aux archives de l'État à Arlon.

## Distinctions
- Chevalier de l'ordre de Léopold